# ST7
ST7‏ (Suppression of tumorigenicity 7) هوَ بروتين يُشَفر بواسطة جين ST7 في الإنسان.